# パシフィック大学
University of the Pacific

| 創立           | 1851年                                     |
| 学校種別       | 私立                                       |
| 学長           | クリス・カラハン                           |
| 所在地         | 米国 カリフォルニア州                      |
| キャンパス     | ストックトン サクラメント サンフランシスコ |
| スクールカラー | オレンジ&黒                                |
| ウェブ サイト  | University of the Pacific                  |

パシフィック大学（University of the Pacific、略称：UOPまたはPacific）は、アメリカ合衆国カリフォルニア州ストックトンにある私立総合大学（リベラルアーツ）である。2020年7月からクリス・カラハンが学長を務める。

## 沿革
- 1851年 カリフォルニア州最高裁、サンタクララにCalifornia Wesleyan College（メソジスト大学）設置
- 1858年 西海岸初のメディカルスクールを創設（このメディカルスクールは後にスタンフォード大学の一部となり、現在ではカリフォルニア・パシフィック・メディカルセンターとなっている）
- 1871年 サンタクララからサンノゼに移転 女子学生の受け入れ開始（カリフォルニア州初の共学大学）
- 1878年 音楽大学を設立
- 1911年 大学名をCollege of the Pacificに変更
- 1925年 ストックトンに移転
- 1961年 大学名を現在のUniversity of the Pacific変更
- 1962年 San Francisco College of Physicians and Surgeons（サンフランシスコ医科大学）と合併[2]
- 1966年 McGeorge School of Law（マックジョージ法科大学）と合併[3]

パシフィック大学は、サンタクララ大学と同じ時期にできた、カリフォルニア州初の高等教育機関のひとつである。同大のビジネススクールや法科大学などはカリフォルニア州でもトップクラスである。

## 統計 （2024年現在）
学生
- 学生総数：約3600人
- 学部生：約1600人
- 大学院： 約2000人

人種
- 白人系 45%
- アジア系 14%
- ヒスパニック 18%
- 黒人系 2%
- 留学生 3%
- 多民族 12%
- ネイティブアメリカン 2%
- その他 6%[4]

## 学問
この大学では多様なカリキュラム（100プログラム以上）を提供しており、以下の資格などが取得できる。
- Bachelor of Arts（人文学士号）
- Bachelor of Fine Arts（美術学士号）
- Bachelor of Science（理学士号）
- Bachelor of Music（音楽学士号）
- Master of Arts（芸術修士号）
- Master of Business Administration (MBA)
- Master of Education （教育修士号）
- Master of Laws (法学修士号)
- Master of Music（音楽修士号）
- Master of Science（理学修士号）
- Education Specialist (教育スペシャリスト）
- Doctor of Dental Surgery（歯科医）
- Doctor of Education（教育博士号）
- Juris Doctor （法務博士号）
- Doctor of Pharmacy （薬学博士号）
- Doctor of Philosophy （工学博士号）
- Doctor of Physical Therapy （理学療法博士号）

また、これらの資格は以下の9つのパシフィック大学の研究機関で取得できる。
- Exduco Best Graduate School Guide
- Arthur A. Dugoni School of Dentistry, San Francisco
- Gladys L. Benerd School of Education, Stockton
- College of the Pacific: the University's school of science and liberal arts, Stockton
- Conservatory of Music: the first conservatory of music on the West Coast, Stockton
- Eberhardt School of Business, Stockton
- Thomas J. Long School of Pharmacy and Health Sciences, Stockton
- McGeorge School of Law, Sacramento
- School of Engineering and Computer Science, Stockton
- School of International Studies: one of six undergraduate schools of international studies in the United States, Stockton
- The Office or Research and Graduate Studies, Stockton

合衆国連邦最高裁裁判官アンソニー・ケネディは現在もパシフィック大学McGeorge School of Lawで教鞭を取り続けている。

## 著名な卒業生（順不同）
- デイヴ・ブルーベック - ジャズピアニスト
- ロバート・カルプ - 俳優
- ダニエル・カール - タレント、翻訳家
- スコット・ボラス - メジャーリーガー専門の代理人
- ジェイミー・リー・カーティス - 女優 ※中退
- ジャネット・リー - 女優 ※中退
- セオドア・オルソン （en:Theodore Olson） - 弁護士、前合衆国司法省訟務長官
- 青木孝 - 衆議院議員
- 児玉好雄 - 歌手、舞台芸術学院学長

## 日本の大学との留学提携（五十音順）
- 関西学院大学
- 関西外国語大学
- 熊本大学
- 神戸学院大学
- 広島大学
- 麗澤大学
- 早稲田大学